# Любечанинів
Любеча́нинів — село в Україні, у Остерській міській громаді Чернігівського району Чернігівської області. Населення становить 488 осіб. До 2020 орган місцевого самоврядування — Остерська міська рада.

## Історія
У переписній книзі Малоросійського приказу (1666) згадується Любеничева хутор, у якому були 3 двори. У книзі перераховано всіх 4 чоловіків поіменно: Дешка Глушаница, у него 2 вола. Еска Велигорскій, у него 2 вола. У него подсосѣд Нестерко Θролов. Давыдко Грутов на грунте.
Описи Київського намісництва 70–80-х років XVІІІ ст. за 1787 рік: в "деревне" Любеченників проживали 73 душі - казеннье люди, козаки и владелца - обозного полкового Солонинь.
1901 - 251 мешканець.
12 червня 2020 року, відповідно до розпорядження Кабінету Міністрів України № 730-р «Про визначення адміністративних центрів та затвердження територій територіальних громад Чернігівської області», увійшло до складу Остерської міської громади.
19 липня 2020 року, в результаті адміністративно - територіальної реформи та ліквідації колишнього Козелецького району, село увійшло до складу новоутвореного Чернігівського району Чернігівської області.

## Політика

### Парламентські вибори, 2019
На позачергових парламентських виборах 2019 року у селі функціонувала окрема виборча дільниця № 740322, розташована у приміщенні будинку культури.
Результати
- зареєстровано 338 виборців, явка 53,55%, найбільше голосів віддано за «Слугу народу» — 47,75%, за Всеукраїнське об'єднання «Батьківщина» — 15,73%, за Радикальну партію Олега Ляшка — 14,61%[6]. В одномандатному окрузі найбільше голосів отримав Борис Приходько (самовисування) — 28,57%, за Сергія Коровченка (самовисування) і Дмитра Пахомова (Слуга народу) — по 18,29%[7].

## Населення

### Мова
Розподіл населення за рідною мовою за даними перепису 2001 року:
| Мова            | Кількість | Відсоток |
| --------------- | --------- | -------- |
| українська      | 513       | 99.42%   |
| російська       | 2         | 0.39%    |
| інші/не вказали | 1         | 0.19%    |
| Усього          | 516       | 100%     |

## Пам'ятки
- Поселення Любечанинів-1[d] (2 тис. до н.е., III-V ст.н.е.);
- Поселення Любечанинів-2[d] (5-3 тис. до н.е., ІІI чв. 1 тис. н.е.);
- Поселення Любечанинів-3[d] (5-3 тис. до н.е., III чв. 1 тис. н.е.);